# Juan de Durnay
Juan de Durnay (en francés: Jean de Durnay) fue el barón de Gritzena en el Principado de Acaya a finales de los años 1280 y principios de los años 1290.
La posesión original de la familia, la Baronía de Kalavryta, se había perdido ante los bizantinos en la década de los años 1260 o principios de los años 1270. Según Antoine Bon, el padre de Juan, Godofredo de Durnay, recibió la Baronía de Gritzena como compensación. Juan sucedió a su padre como señor de Gritzena (y barón titular de Kalavryta) algún tiempo después de 1283. En 1289/1290, aparece, junto con Juan Chauderon, como uno de los principales asesores del nuevo príncipe de Acaya, Florent de Henao, en sus esfuerzos por restablecer la administración adecuada y la paz interna en el Principado.
En 1292, siguiendo una serie de incursiones destructivas en las posesiones insulares griegas y latinas del Mar Egeo, el almirante aragonés Roger de Lauria dirigió su flota para anclar en Navarino. Con el príncipe Florent ausente en Italia, el castellano local Jorge I Ghisi, reunió doscientos caballeros en Androusa para oponerse a cualquier intento aragonés de saquear o capturar territorios aqueos. Un breve pero sangriento combate se produjo, en la que Roger y Juan, «el mejor y más valiente caballero de toda Morea», según la Crónica de Morea, cargaron uno contra otro con tal fuerza que sus lanzas se astillaron y ambos cayeron de sus caballos. Al final, los aqueos fueron derrotados y Jorge Ghisi y Juan de Durnay hechos prisioneros, Juan se salvó de morir a manos de los soldados aragoneses únicamente por intervención del mismo Roger de Lauria. Fueron puestos en libertad poco después, cuando la flota aragonesa navegó a Glarentza y la princesa Isabel de Villehardouin pagó al aragonés 4 000 hiperpirones como rescate.
La línea de los Durnays y la Baronía de Gritzena desaparecen después de este registro. La esposa de Juan, cuyo nombre se desconoce, era la hija de Ricardo I Orsini, conde de Cefalonia. Se desconoce tuvo alguna descendencia.